# Prince Sports
Prince Sports – amerykański producent sprzętu do tenisa ziemnego, squasha, badmintona oraz obuwia i odzieży sportowej. Przedsiębiorstwo zostało założone w 1970 roku. Nazwa marki pochodzi od małego miasta Princeton w stanie New Jersey.